# Markóc
Markóc ist eine ungarische Gemeinde im Kreis Sellye im Komitat Baranya.

## Geografische Lage
Markóc liegt sieben Kilometer westlich der Kreisstadt Sellye und vier Kilometer nördlich des Flusses Drau, der die Grenze zu Kroatien bildet. Nachbargemeinden sind Drávafok, Bogdása und Drávakeresztúr.

## Sehenswürdigkeiten
- Reformierte Kirche, erbaut 1853–1858

## Verkehr
Durch Markóc verläuft die Landstraße Nr. 5829. Es bestehen Busverbindungen nach Drávakeresztúr sowie über Drávafok und  Bogdása nach Sellye, wo sich der nächstgelegene Bahnhof befindet.